# Ла-Калета (Доминиканская Республика)
Ла-Калета (исп. La Caleta) — город в Доминиканской Республике, расположенный в провинции Санто-Доминго. Он имеет площадь около 98,35 квадратного километра (38 кв. миль).

## Экономика
Город живёт за счёт рыбной ловли, торговли и туризма.

## История
Город Ла-Калета был основан в 1952 году и состоял из около девяноста домов, покрытых известью и песком, без предварительного плана развития. Поселенцы прибыли из разных мест, включая Ибарру, Карвахаль, Моске, Лос-Кастрос, Лопес, Перес и Седеньо.
Первые поселения в этом районе были доколумбовыми и принадлежали вождю Игуэя.
Между 1955 и 1956 годами началось строительство международного аэропорта Лас-Америкас, расположенного на полуострове Пунта-Кауседо. Строительство привело жителей к миграции на север, где сейчас стоит город. В 1960 году небольшое число людей, которые все еще проживали на юге, были выселены для завершения строительства международного аэропорта.
В 1972 году в результате второго выселения, поселенцы, проживавшие к югу от аэропорта Лас-Америкас, были выселены для проведения раскопок, которые обнаружили останки коренного поселения в этом районе. В 1974 году был построен археологический Парк Ла-Калета.